# Eddius Stephanus
Eddius Stephanus (també dit Æddi Stephanus o Esteve de Ripon) va ser un monjo del segle viii de l'abadia de Ripon (que en el seu temps pertanyia a Northúmbria), autor de l'hagiografia de sant Wilfrid, important per les dades històriques que conté.

## Vida

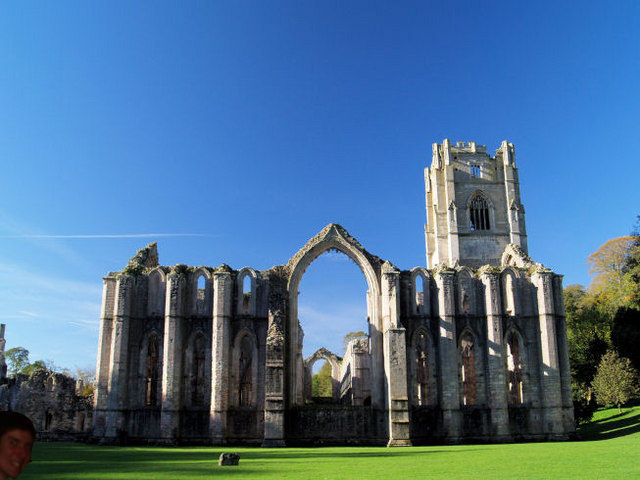
Restes de l'abadia de Ripon.

Es coneix molt poca cosa sobre la seva biografia. Ell mateix s'identificava amb la signatura «Stephanus, un sacerdot». Beda esmenta que Wilfrid va portar un mestre de cant de Kent anomenat Ædde Stephanus, al monestir de Ripon l'any 669 per ensenyar als altres monjos i es creu que devia ser la mateixa persona que aquest escriptor. No hi ha més proves per confirmar això més enllà de la coincidència en els noms. Si efectivament van ser la mateix persona, Stephanus tindria almenys vint anys quan va arribar a Ripon i Wilfrid uns seixanta, ja que va morir el 709.
Deixant de banda si va ser o no el mestre de cant que va viatjar de Kent al nord, és clar que va ser un deixeble de Wilfrid i que li va consultar de primera mà el que va escriure sobre ell. El que va escriure va estar dedicat als monjos de Ripon, la majoria dels quals coneixien a Wilfrid de feia temps.

## Obra
La Vita Sancti Wilfrithi és la principal font documental sobre la vida de sant Wilfrid, alguns fets del qual també són esmentats en la Historia ecclesiastica gentis Anglorum. La va escriure poc després de la mort de Wilfrid, el 709. Acca de Hexham, un dels deixebles de Wilfrid que va ser bisbe, li va demanar a Stephanus que l'escrivís. Encara que Stephanus probablement va conèixer Wilfrid personalment i va tenir accés a altres que l'havien conegut, narra alguns esdeveniments extraordinaris i fa ús d'altres textos per confirmar o ampliar informació. Entre altres préstecs, va copiar dues línies de l'anònima Vita sacti Cuthberti. A diferència d'altres hagiografies medievals que consisteixen en fer un llistat dels miracles del protagonista, aquesta obra pren la forma d'una narració cronològica amb dades concretes, com si es tractés d'una crònica històrica.
Es desconeix què esperava aconseguir exactament escrivint l'obra d'aquest sant, però els acadèmics tenen diverses teories. S'ha dit que l'ús de la Vida de sant Cuthbert va ser una manera d'aprofitar el culte que s'havia creat entorn a Cuthbert de Lindisfarne i reemplaçar-lo pel de Wilfrid. Tanmateix, els préstecs de Stephanus només són un petit percentatge i tots estan localitzats al començament de l'obra, fet que dona poca credibilitat a la teoria abans esmentada.
La narració no és imparcial explicant els fets sinó que l'autor té la tendència a afavorir Wilfrid. Inclou comparacions de Wilfrid amb personatges de l'Antic Testament i amb Sant Pau apòstol. Des del començament, Stephanus explica que la comunitat de monjos el va instar a escriure aquesta obra. Podria ser que l'objectiu de Stephanus fos simplement descriure la percepció que la comunitat tenia de la santedat i la bondat de Wilfrid, al qual havien conegut en persona.

## Valoració
La Vida de sant Vilfrid és un dels escrits més antics sobre la història de l'Anglaterra anglosaxona i també el més antic que es conserva. Beda evidentment la va emprar com a font per escriure algunes seccions de la seva Historia ecclesiastica gentis Anglorum, tot i que no coincideixen en l'enfocament dels fets.
També és important perquè aporta una perspectiva contemporània als fets polítics que van passar durant la vida de sant Wilfrid. Per exemple, fa una narració del sínode de Whitby que difereix del que en fa Beda. Mentre que el llibre de Stephanus ha estat més criticat que el de Beda, el relat del primer revela factors polítics que podrien haver afectat les decisions d'aquell sínode i les controvèrsies religioses descrites per Beda.